# Gleditsia microphylla
Gleditsia microphylla — вид квіткових рослин з родини бобових (Fabaceae). Поширення: Північно-Центральний, Південно-Центральний і Південно-Східний Китай. Населяє сонячні схили, узбіччя доріг; на висотах 100–1300 метрів.

## Біоморфологічна характеристика
Це кущ або невелике дерево заввишки 2–4 метри. Гілки від сірувато-білих до світло-коричневих; молоді гілочки запушені, у віці голі. Колючки неміцні, голкоподібні, 1.5–6.5 см, з нечисленними короткими гілочками. Листя перисте або двічі перисте (пер 2–4 пари), 7–16 см; ніжка листка ≈ 1 мм, запушена; листочків 5–12 пар, від косо яйцеподібних до довгастих, 0.6–2.4 × 0.3–1 см, верхні листочки значно менші за нижні, знизу запушені, зверху голі, жилки з обох поверхонь нечіткі, край цілий, верхівка закруглена. Квітки зеленувато-білі, майже сидячі, зібрані в пучки, в колосках або верхівкових волотях. Суцвіття 5–12 см, запушене. Чоловічі квітки: ≈ 5 мм у діаметрі; чашолистків 3 або 4, ланцетних, 2.5–3 мм; пелюсток 3 або 4, яйцювато-довгастих, ≈ 3 мм, як і частки чашечки, зовні запушені, всередині ворсинчасті; тичинок 6–8. Двостатеві квітки: ≈ 4 мм у діаметрі; часток чашечки 4, трикутно-ланцетні, 1.5–2 мм, з обох боків запушені; пелюстків 4, яйцювато-довгасті, ≈ 2 мм, зовні запушені, всередині ворсинчасті; тичинок 4, супротивні чашолисткам. Біб від червонувато-коричневого до темно-коричневого кольору, косо-еліптичний або косо-довгастий, плоский, тонкий, 3–6 × 1–2 см, голий, з вузьким носиком на верхівці. Насіння 1–3, коричневе, стиснуте, яйцеподібне або довгасте, 7–10 × 6–7 мм, гладке. Цвітіння: червень і липень; плодіння: липень — жовтень.